# Manhattan (película)
Manhattan es una película dirigida y protagonizada por Woody Allen, estrenada en 1979. Obtuvo dos nominaciones a los Óscar. 
La película describe la vida de Isaac Davis (Woody Allen), un escritor de chistes para televisión, que ha pasado los cuarenta y que, tras dos fracasos matrimoniales, se entera de que su última esposa (Meryl Streep) publica un libro con los detalles de su vida sexual, mantiene una relación con una joven de diecisiete años llamada Tracy (Mariel Hemingway), pero se enamora de Mary Wilkie (Diane Keaton), amante de su mejor amigo Yale (Michael Murphy).

## Sinopsis

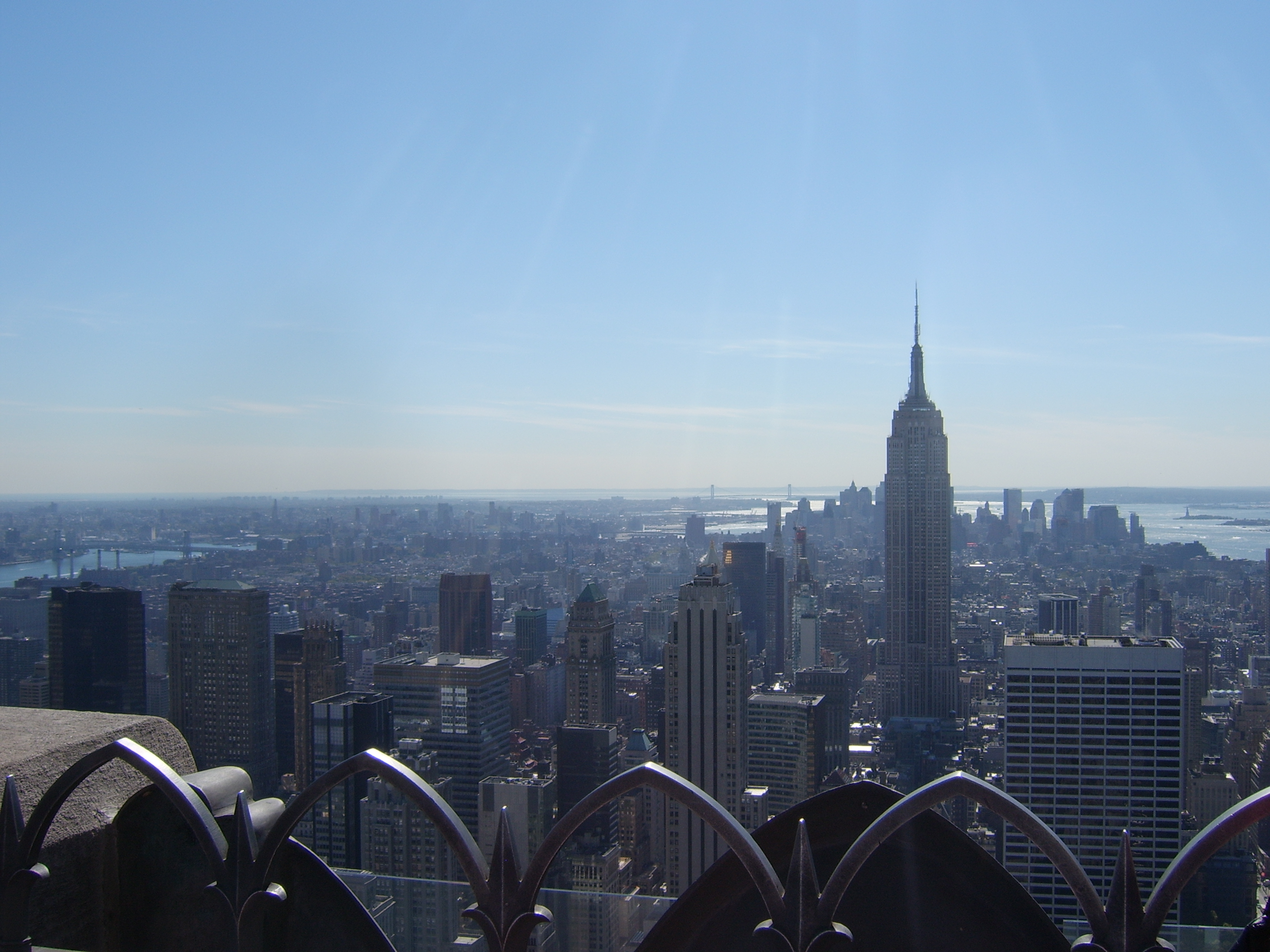
La historia se desarrolla en Manhattan.

La película se abre con un montaje de imágenes de Manhattan y otras partes de la ciudad de Nueva York acompañadas por Rhapsody in Blue de George Gershwin , con Isaac Davis narrando borradores de una introducción a un libro sobre un hombre que ama la ciudad. Isaac es un escritor de comedia televisiva de 42 años, dos veces divorciado, que deja su aburrido trabajo. Está saliendo con Tracy, una chica de 17 años que asiste a la Escuela Dalton . Su mejor amigo, el profesor universitario Yale Pollack, casado con Emily, tiene una aventura con Mary Wilkie. El exmarido y exprofesor de Mary, Jeremiah, también aparece, y la exesposa de Isaac, Jill, está escribiendo un libro confesional sobre su matrimonio. Jill, quien antes de su matrimonio le dijo a Isaac que era bisexual , desde entonces ha salido del armario y vive con su pareja lesbiana , Connie.
Cuando Isaac conoce a Mary, su esnobismo cultural lo ofende. Isaac se la vuelve a encontrar en un evento de recaudación de fondos para la Enmienda de Igualdad de Derechos en el Museo de Arte Moderno organizado por Bella Abzug y la acompaña a su casa. Charlan hasta el amanecer en una secuencia que culmina con una toma del Puente de Queensboro . A pesar de una creciente atracción por Mary, Isaac continúa su relación con Tracy, pero enfatiza que la suya no puede ser una relación seria y la anima a ir a Londres a estudiar interpretación.
Después de que Yale rompe con Mary, le sugiere a Isaac que la invite a salir. Isaac lo hace, ya que siempre había sentido que Tracy era demasiado joven para él. Isaac rompe con Tracy, para su angustia, y en poco tiempo, Mary prácticamente se ha mudado a su apartamento. Emily siente curiosidad por la nueva novia de Isaac. Las dos parejas disfrutan de un día al aire libre y, al caminar por una calle, Isaac ve el nuevo libro de Jill, Matrimonio, divorcio y personalidad . Emily procede a leer partes del libro en voz alta, incluidos pasajes sobre un ménage à trois que Isaac tuvo con Jill y otra mujer, y un incidente en el que Isaac intentó atropellar a Connie, para gran diversión de Mary y Yale. Humillado públicamente, Isaac se enfrenta a Jill, quien responde con indiferencia y menciona un acuerdo de derechos cinematográficos que ha adquirido. Al regresar a casa, Isaac se entera por Mary de que regresará a Yale y quiere romper. Un furioso Isaac se enfrenta a Yale en la universidad donde enseña, y Yale argumenta que encontró a Mary primero. Isaac habla de las aventuras extramatrimoniales de Yale con Emily y se entera de que Yale le dijo que Isaac le presentó a Mary.
En el desenlace , Isaac se recuesta en su sofá, reflexionando en una grabadora sobre las cosas que hacen que "la vida valga la pena". Cuando se encuentra diciendo "la cara de Tracy", deja el micrófono. Incapaz de comunicarse con ella por teléfono, se dirige a la casa de Tracy a pie. Llega al edificio de apartamentos de su familia justo cuando ella se va a Londres. Le pide que no vaya y dice que no quiere que "eso que le gusta de [ella]" cambie. Ella responde que los planes ya están hechos y le asegura que "no todo el mundo se corrompe" antes de decir "hay que tener un poco de fe en la gente". Él le da una leve sonrisa, con una última mirada a la cámara y luego pasa a tomas finales del horizonte con algunos compases de Rhapsody in Blue sonando nuevamente. Una versión instrumental de " Embraceable You " suena durante los créditos.

## Reparto
- Woody Allen (1935-): Isaac Davis.
- Diane Keaton (1946-): Mary Wilkie
- Michael Murphy (1938-): Yale Pollack
- Anne Byrne Hoffman (1943-): Emily Pollack, la esposa de Yale
- Mariel Hemingway (1961-): Tracy
- Meryl Streep (1949-): Jill Davis, exesposa de Isaac
- Karen Ludwig (1942-): Connie, la pareja lesbiana de Jill
- Michael O'Donoghue (1940-1994): Dennis, intelectual amigo de Isaac y de Mary
- Wallace Shawn (1943-): Jeremiah, exesposo de Mary
- Frances Conroy (1953-) y Mark Linn-Baker (1954-) como los actores shakespeareanos.

## Producción
Según Allen, la idea de Manhattan se origina de su amor por la música de George Gershwin. Escuchando uno de los álbumes del compositor pensó, “esto sería una cosa hermosa para hacer… una película en blanco y negro… una película romántica”. Allen ha dicho que Manhattan era “como una mezcla de lo que intentaba hacer con Annie Hall e Interiores”. También ha dicho que su película se ocupa del problema de la gente que intenta vivir una existencia decente en una cultura contemporánea obsesionada por lo material, admitiendo además que él mismo podría concebir dar todas sus posesiones a caridad y vivir en circunstancias mucho más modestas.
El origen de la película se remonta a una noche cuando Woody Allen estaba cenando con el director de fotografía Gordon Willis; en medio de la cena comenzaron a hablar sobre hacer una película acerca de la ciudad que tanto amaban y de experimentar sobre el blanco y negro.
De esta película Woody Allen diría: 

Siento verdadera pasión y una gran devoción hacia la ciudad de Nueva York y creo que en la película se la ve de la forma más hermosa que se ha visto nunca en el cine. Cuidamos mucho la fotografía y creo que es realmente impresionante.

Filmada en blanco y negro como una declaración de amor a la ciudad de Nueva York.

## Temas
La película es una mirada sarcástica sobre las relaciones de pareja en la clase intelectualoide neoyorquina (escritores y periodistas, principalmente), lo que sirve asimismo para establecer el perenne tributo de Allen a Nueva York, y más concretamente al distrito metropolitano de Manhattan.

## Música
La música, de George Gershwin, está interpretada por la Orquesta Filarmónica de Nueva York dirigida por Zubin Mehta y por la Orquesta Filarmónica de Búfalo dirigida por Michael Tilson Thomas.

### Piezas musicales
- Por la filarmónica de Nueva York:
  - Rhapsody in Blue; piano: Paul Jacobs.
  - Love Is Sweeping the Country.
  - Land of the Gay Caballero.
  - Sweet and Low Down.
  - I've Got a Crush on You.
  - Do-Do-Do.
  - 'S Wonderful.
  - Oh, Lady Be Good.
  - Strike Up the Band.
  - Embraceable You.
  - Someone to Watch Over Me.
- Por la filarmónica de Búfalo:
  - He Loves, and She Loves.
  - But Not for Me.

## Recepción
La película se estrenó en Estados Unidos el 25 de abril de 1979 en 29 salas. Ganó en total 485.734 dólares (16.749 por pantalla) en su fin de semana de abertura, y un total de 39.9 millones de dólares en su funcionamiento entero.
Fue aclamada tanto por el público como por la crítica, posiblemente porque hasta cierto punto evocaba la cinta Annie Hall, dado que es la historia de un romance conflictivo narrada con mucho ingenio.
El guion, original de Woody Allen y Marshall Brickman, fue traducido al español por José Luis Guarner, publicado por Tusquets en 1981 y reeditado posteriormente.

## Premios
La película Manhattan ha sido candidata a premios en numerosas ocasiones, y ha ganado algunos:

### Premios
| Año  | Premios                                                    | Categoría - Receptor(es)                           |
| ---- | ---------------------------------------------------------- | -------------------------------------------------- |
| 1979 | Premio de la Asociación de críticos de cine de Los Ángeles | Mejor actriz de reparto - Meryl Streep             |
| 1980 | Premios BAFTA                                              | Mejor película                                     |
| 1980 | Premios BAFTA                                              | Mejor Guion (Woody Allen y Marshall Brickman)      |
| 1980 | Bodil Awards                                               | Mejor Película no europea - Woody Allen (director) |
| 1980 | Premios César, Francia                                     | Mejor Película Extranjera                          |
| 1981 | Guild of German Art House Cinemas                          | Foreign Film (Ausländischer Film)                  |
| 1980 | Italian National Syndicate of Film Journalists             | Foreign Film (Ausländischer Film) - Silver Ribbon  |
| 1979 | National Board of Review, USA                              | Mejor Film - English Language                      |

### Candidaturas
- Premios Óscar (1980)
  - Mejor Actriz de reparto Mariel Hemingway (1980)
  - Mejor guion original Woody Allen y Marshall Brickman (1980)

- American Movie Awards
  - Mejor Actriz Diane Keaton (1980)
  - Mejor Filme (1980)

- Premio de la Academia Japonesa
  - Mejor Película en lengua extranjera (1981)

- Premios BAFTA (1980)
  - Mejor Actor – Woody Allen
  - Mejor Actriz – Diane Keaton
  - Mejor Fotografía – Gordon Willis
  - Mejor Dirección – Woody Allen
  - Mejor Edición – Susan E. Morse
  - Mejor Sonido – James Sabat, Dan Sable y Jack Higgins
  - Mejor Actriz de reparto – Mariel Hemingway
  - Mejor Actriz de reparto – Meryl Streep

- Directors Guiad of America, USA
  - Premio DGA Outstanding Directorial Achievement in Motion Pictures Woody Allen (1980)

- Globos de Oro: Best Motion Picture – Drama

- Writers Guild of America, USA
  - WGA Award (Screen) – Mejor Comedia escrita – Woody Allen y Marshall Brickman (1980)

- Premio Young Artist
  - Mejor Actriz joven en Película Mariel Hemingway